# Giuseppe Abbati
Giuseppe Abbati (Nápoles, 13 de janeiro de 1836 – Florença, 21 de fevereiro de 1868) foi um pintor italiano que pertenceu ao grupo conhecido como Macchiaioli.

## Biografia
Abbati nasceu em Nápoles e recebeu treinamento inicial em pintura de seu pai Vincenzo, que se especializou em pinturas de interiores arquitetônicos, e as primeiras pinturas de Abbati eram interiores. Ele participou da campanha de 1860 de Garibaldi, sofrendo a perda de seu olho direito na Batalha de Cápua. Depois mudou-se para Florença onde, no Caffè Michelangiolo, conheceu Giovanni Fattori, Silvestro Lega, e o resto dos artistas que em breve seriam apelidados de Macchiaioli.